# Robert Pflughaupt
Robert Pflughaupt (Berlín, 4 d'agost de 1833 - Aquisgrà, 12 de juny de 1871) fou un pianista alemany.
En la seva ciutat natal estudià el piano amb Dehn; després passà a Sant Petersburg, on fou deixeble de Henselt, i. per acabar, va rebre lliçons de Liszt a Weimar. En aquesta última ciutat hi va residir des de 1857 fins al 1862 i després s'establí a Aquisgrà.
Deixà la seva fortuna a la Societat generala Alemanya de Música, la qual va servir de base per la fundació de la Beethoven-Stiflung.
La seva esposa, Sophie Stschepine amb la que s'havia casat a Sant Petersburg el 1854, nascuda a Daugavpils i morta a Aquisgrà (1837-1867), també fou una notable pianista.